# Почаповська сільська рада
Почаповська сільська́ ра́да (біл. Пачапаўскі сельсавет) — адміністративно-територіальна одиниця у складі Барановицького району Берестейської області Білорусі. Адміністративний центр сільської ради — село Почапово.

## Склад ради
Населені пункти, що підпорядковувалися сільській раді станом на 2009 рік:
| Населений пункт  | Тип  | Населення, осіб (2009) |
| ---------------- | ---- | ---------------------- |
| Велика Своротва  | село | 70                     |
| Великі Пурневичі | село | 21                     |
| Буйневичі        | село | 32                     |
| Гайбути          | село | 19                     |
| Голевичі         | село | 31                     |
| Голинка          | село | 21                     |
| Доброполь        | село | 48                     |
| Дрозди           | село | 13                     |
| Зазер'я          | село | 28                     |
| Застариння       | село | 243                    |
| Козловичі        | село | 42                     |
| Малі Пурневичі   | село | 17                     |
| Новосілки        | село | 17                     |
| Омеляновичі      | село | 80                     |
| Пархімовщина     | село | 8                      |
| Почапово         | село | 212                    |
| Сениченята       | село | 44                     |
| Чорновичі        | село | 25                     |
| Ялуцевичі        | село | 51                     |

## Населення
За переписом населення Білорусі 2009 року чисельність населення сільської ради становило 1022 особи.

### Національність
Розподіл населення за рідною національністю за даними перепису 2009 року:
| Національність            | Осіб | Відсоток |
| ------------------------- | ---- | -------- |
| білоруси                  | 981  | 95,99 %  |
| росіяни                   | 28   | 2,74 %   |
| поляки                    | 7    | 0,68 %   |
| національність не вказана | 3    | 0,29 %   |
| українці                  | 2    | 0,20 %   |
| вірмени                   | 1    | 0,10 %   |
| Разом                     | 1022 | 100 %    |